# 4 mm
Questo elenco raccoglie le cartucce il cui calibro è incluso tra i 4 ed i 5 mm.
- Lunghezza si riferisce alla lunghezza del bossolo.
- Totale si riferisce alla lunghezza totale della cartuccia, incluso il proiettile.

Le misure sono date in millimetri, seguite dall'equivalente in pollici.
Per la spiegazione dei termini nella tabella vedere la pagina bossolo.

## Cartucce a percussione anulare
| Nome       | Pallottola    | Lunghezza     | Collarino    | Base         | Spalla       | Colletto     | Totale        |
| ---------- | ------------- | ------------- | ------------ | ------------ | ------------ | ------------ | ------------- |
| .17 Mach 2 | 4,368 (0,172) | 18,14 (0,714) | 6,99 (0,275) | 5,74 (0,226) | 5,74 (0,226) | 4,57 (0,180) | 25,4 (1,0)    |
| .17 HMR    | 4,368 (0,172) | 26,87 (1,058) | 6,99 (0,275) | 5,74 (0,226) | 5,74 (0,226) | 4,57 (0,180) | 34,26 (1,349) |

## Cartucce da pistola
| Nome            | Pallottola    | Lunghezza     | Collarino     | Base          | Spalla       | Colletto      | Totale        |
| --------------- | ------------- | ------------- | ------------- | ------------- | ------------ | ------------- | ------------- |
| 4,25 mm Liliput | 4,242 (0,167) | 10,41 (0,410) | 5,029 (0,198) | 5,029 (0,198) | N/A          | 5,029 (0,198) | 14,22 (0,560) |
| 4,6 × 30 mm HK  | 4,496 (0,177) | 36,07 (1,420) | 8,63 (0,340)  | -             | 8,13 (0,320) | 5,08 (0,200)  | -             |

## Cartucce da rivoltella
| Nome           | Pallottola   | Lunghezza    | Collarino    | Base         | Spalla       | Colletto     | Totale |
| -------------- | ------------ | ------------ | ------------ | ------------ | ------------ | ------------ | ------ |
| .17 Bumble Bee | 4,368 (.172) | 23,37 (.920) | 10,36 (.408) | 8,890 (.350) | 8,636 (.340) | 4,547 (.197) | -      |

## Cartucce da fucile
| Nome                   | Pallottola    | Lunghezza     | Collarino     | Base          | Spalla        | Colletto      | Totale         |
| ---------------------- | ------------- | ------------- | ------------- | ------------- | ------------- | ------------- | -------------- |
| .17 Remington Fireball | 4,368 (0,172) | 36,07 (1,420) | 9,60 (0,378 ) | 9,57 (0,3769) | 9,33 (0,3673) | 5,23 (0,206)  | -              |
| .17 Remington          | 4,368 (0,172) | 45,62 (1,796) | 9,601 (0,378) | 9,550 (0,376) | 9,042 (0,356) | 5,055 (0,199) | 55,118 (2,170) |
| .17 Mach IV            | 4,368 (0,172) | 35,6 (1,40)   | -             | -             | -             | -             | -              |
| .17 Hornet             | 4,368 (0,172) | 35,6 (1,400)  | 8,9 (0,350)   | 7,6 (0,299)   | 7,3 (0,288)   | 4,9 (0,193)   | -              |